# Aktubites
Aktubites is een uitgestorven geslacht van ammonieten. Het geslacht behoort tot de familie der Parashumarditida.